# Església d'Orsanmichele
L'església d'Orsanmichele es troba a Florència (Toscana, Itàlia) concretament al carrer dels Calzaiuoli, entre la catedral i la plaça de la Signoria.

## Història

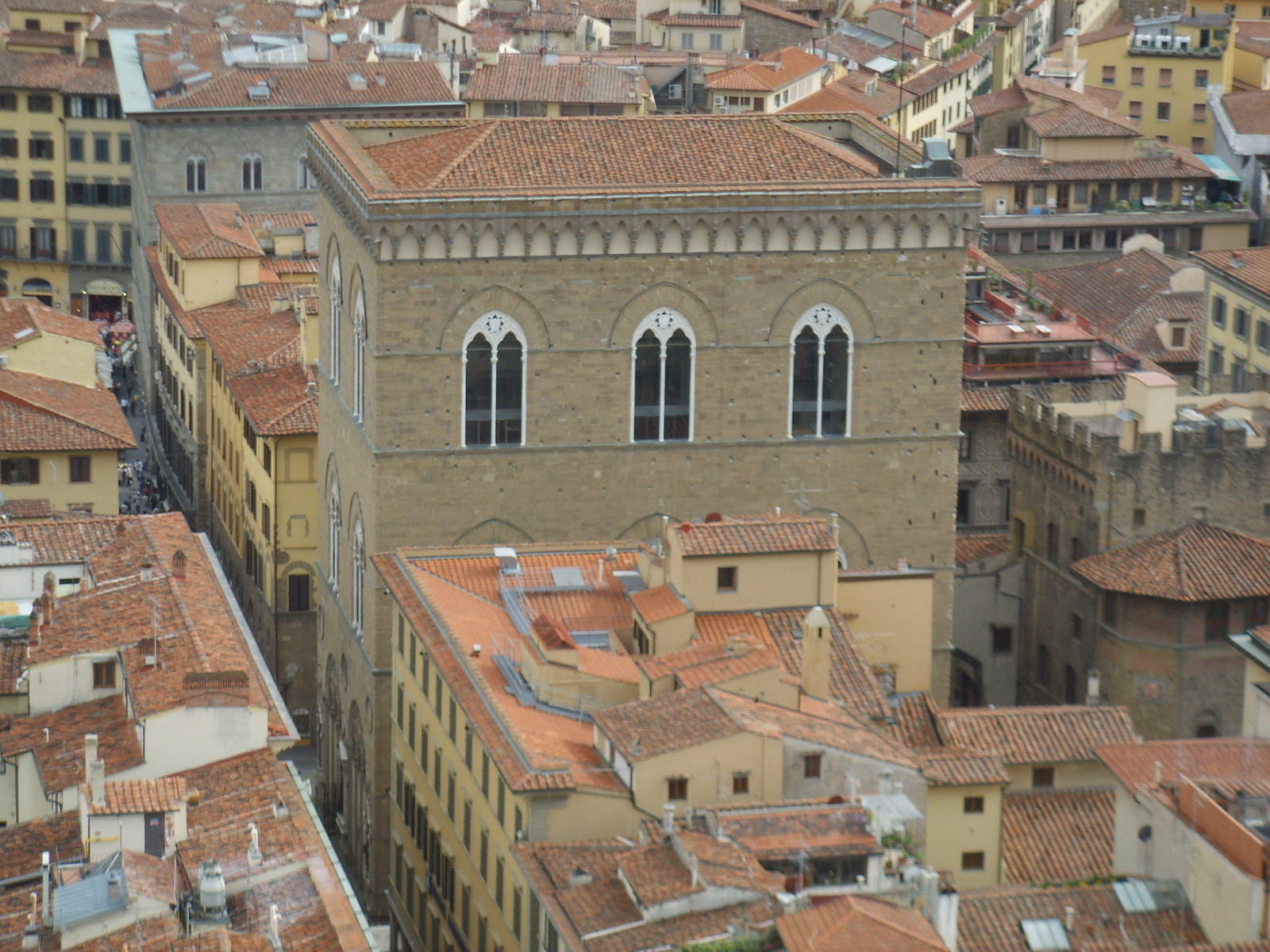
L'església d'Orsanmichele

L'església d'Orsanmichele ocupa el mateix lloc on antigament (des del segle VIII) se situava el convent d'una comunitat de monges, l'església de la qual era dedicada a sant Miquel (San Michele in Orto); d'aquí l'origen del nom de la construcció actual. Més endavant, ja el 1240, hom va decidir aixecar en aquest lloc una llotja o mercat cobert per a cereals, moment en què es va enderrocar l'antiga església. Posteriorment, cap a finals de segle es va bastir una nova llotja, amb la intervenció d'Arnolfo di Cambio. En record de l'antiga església hom hi va disposar unes imatges de sant Miquel i de la Mare de Déu. Aquesta darrera fou considerada miraculosa i va aplegar molta devoció, hom la coneixia com la Madonna delle Grazie.
Aquest edifici va quedar destruït per un incendi el 1304 i hom el va substituir per una construcció provisional fins que entre 1336 i 1350 es va aixecar l'actual, amb la intervenció dels mestres Francesco Talenti, Neri di Fioravante i Benci di Cione. La voluntat dels promotors era aconseguir un lloc digne per a venerar la Madonna delle Grazie, a més de conservar convenientment el gra i la farina.
Inicialment la planta baixa era oberta com un mercat, però entre 1367 i 1404 Simone Talenti s'encarregà de tancar-la. En aquesta mateixa època es va sobrealçar l'edifici amb dues plantes més, amb finestrals més petits. El 1352 es va encarregar a Andrea Orcagna la construcció d'un tabernacle, la disposició digne del qual va portar al tancament de la planta baixa i el trasllat del mercat a un altre indret. Aquest tancament fou l'origen d'una nova església amb una planta poc habitual, ja que té dues naus. Els pisos superiors van continuar amb la seva funció de magatzem de gra fins al segle xvi.

## Exterior

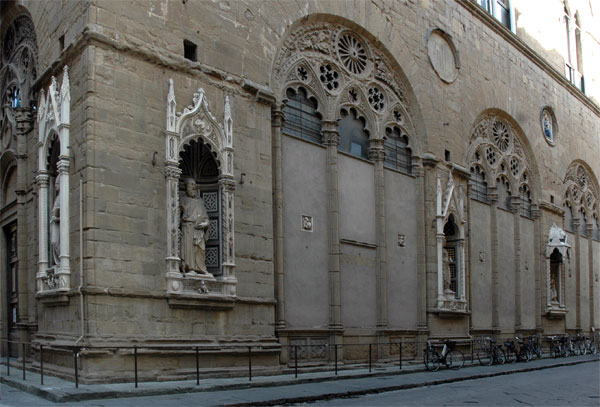
Façana sud

Exteriorment presenta un conjunt de finestrals gòtics de grans dimensions. A les pilastres exteriors es van disposar un total de catorze nínxols que entre els segles XIV i XV foren ocupats per una sèrie d'imatges de sants patrons de diversos gremis. Actualment les estàtues, fetes per diversos artistes i materials, s'han anat traslladant per assegurar la seva conservació. La majoria d'elles es troben a les plantes superiors, en un museu inaugurat el 1996.
Els tabernacles són els següents:
Façana de llevant:

Planta esquemàtica de l'església

1 – Sant Lluc, 1601. Obra de Giambologna, del gremi de jutges i notaris.
2 – Incredulitat de sant Tomàs, 1466-1483. Bronze d'Andrea Verrocchio. El nínxol (1423-25) és obra de Michelozzo i Donatello. Inicialment el lloc era ocupat pels güelfs que hi tenien una imatge de Sant Lluís de Tolosa, obra de Donatello. Més endavant es va traspassar al gremi de comerciants i s'hi va disposar el grup de la Incredulitat de sant Tomàs, que ocupa un lloc inicialment destinat a una sola imatge.
3 – Sant Joan Baptista, 1414. Bronze de Lorenzo Ghiberti. Del gremi de comerç de la llana.

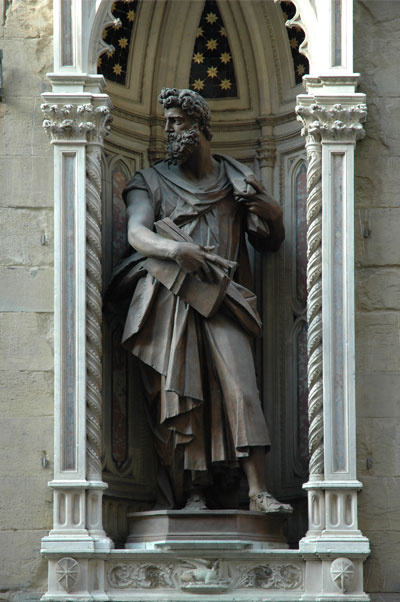
1 Sant Lluc
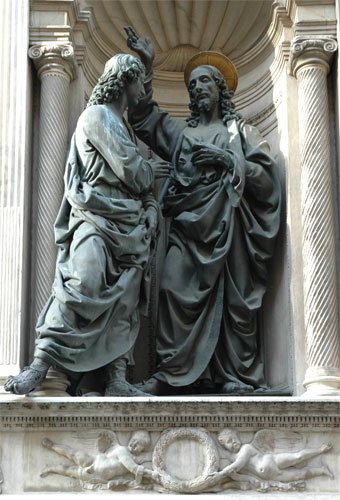
2 Incredulitat de sant Tomàs
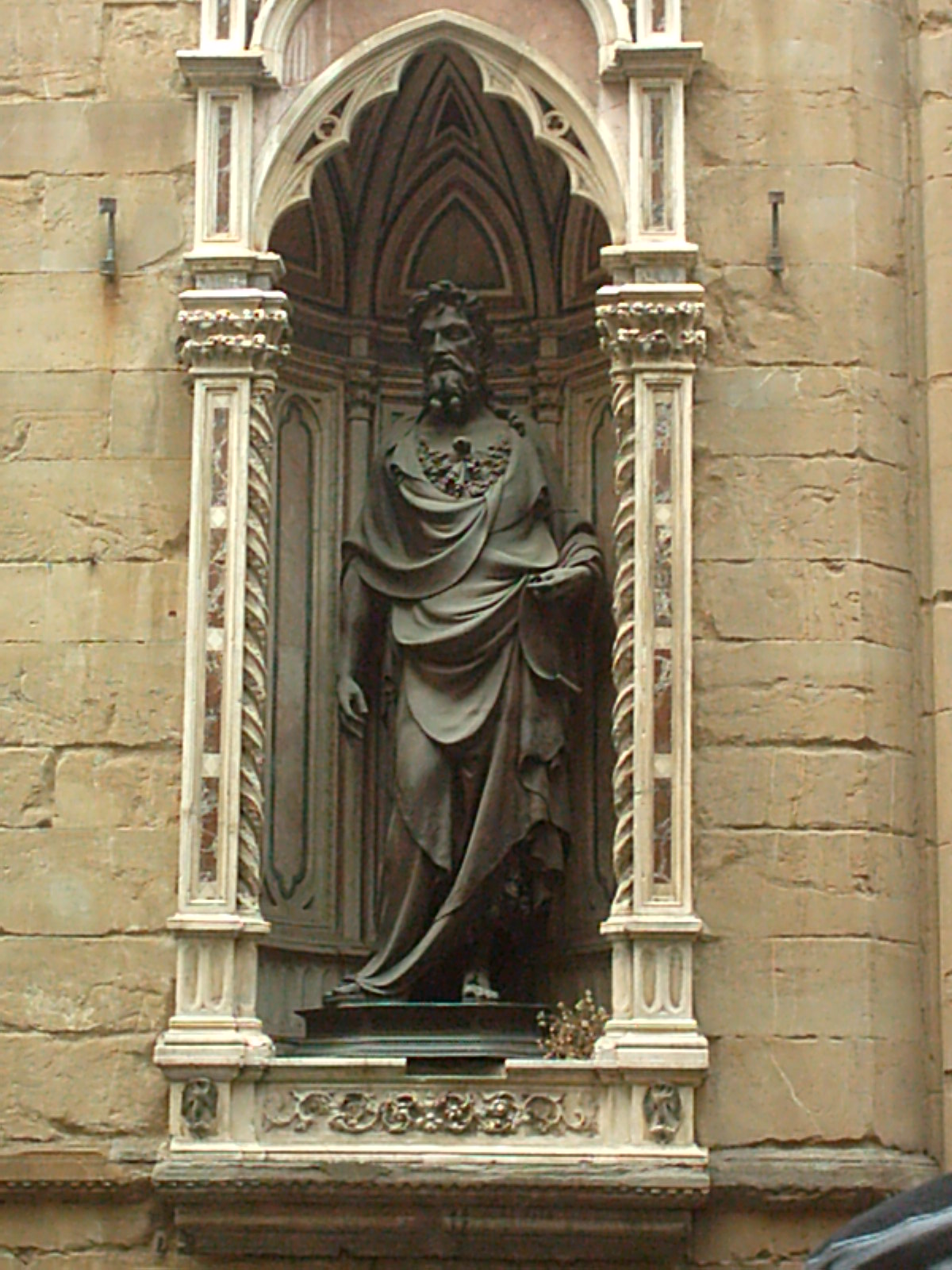
3 Sant Joan Baptista

Façana sud:
4 – Sant Joan Evangelista, 1515. De Baccio da Montelupo. De gremi del comerç de la seda.
5 – Madonna della Rosa, 1399. Obra atribuïda a Niccolò di Pietro Tedesco o bé a Simone di Ferrucci, del gremi de metges i apotecaris.
6 – Sant Jaume el Major, 1410-1425. De Niccolò di Piero Lamberti, del gremi de la pell.
7 – Sant Marc, 1411. De Donatello, del gremi de filadors.

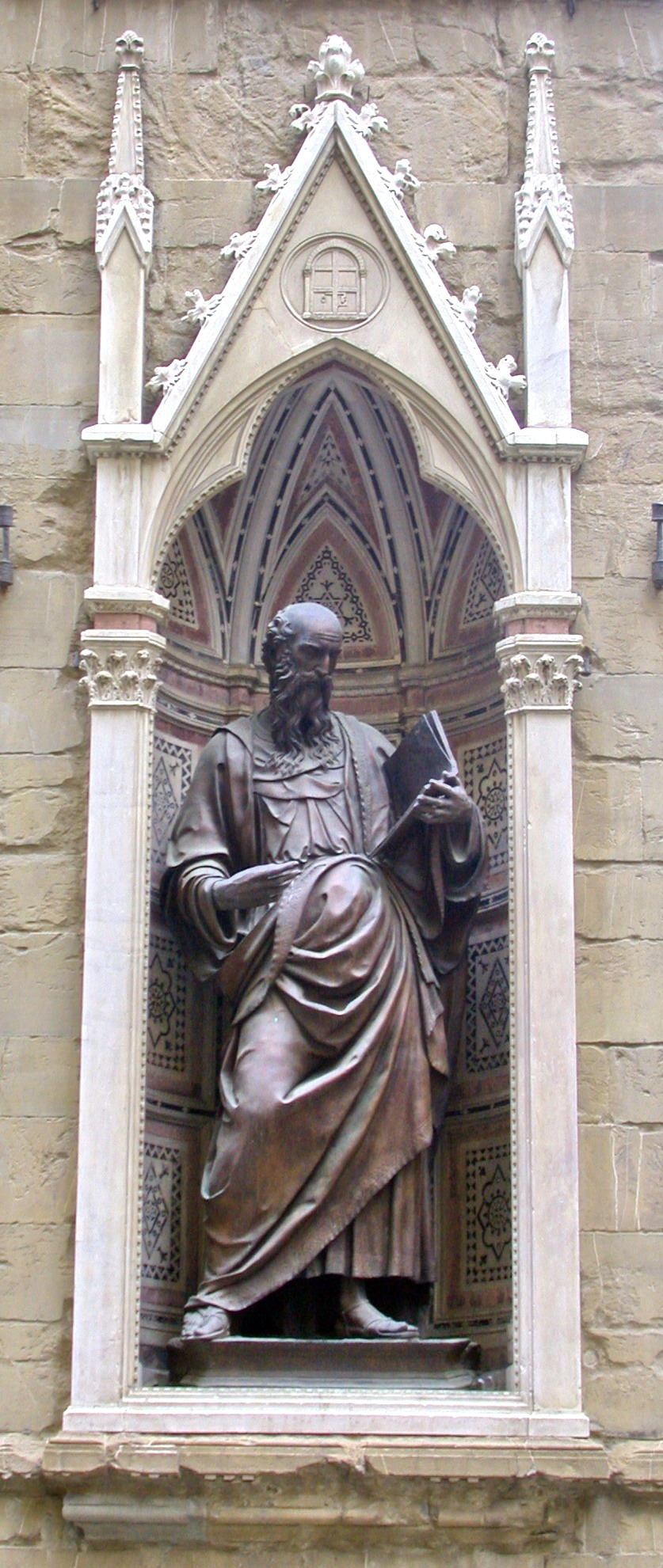
4 Sant Joan Evangelista
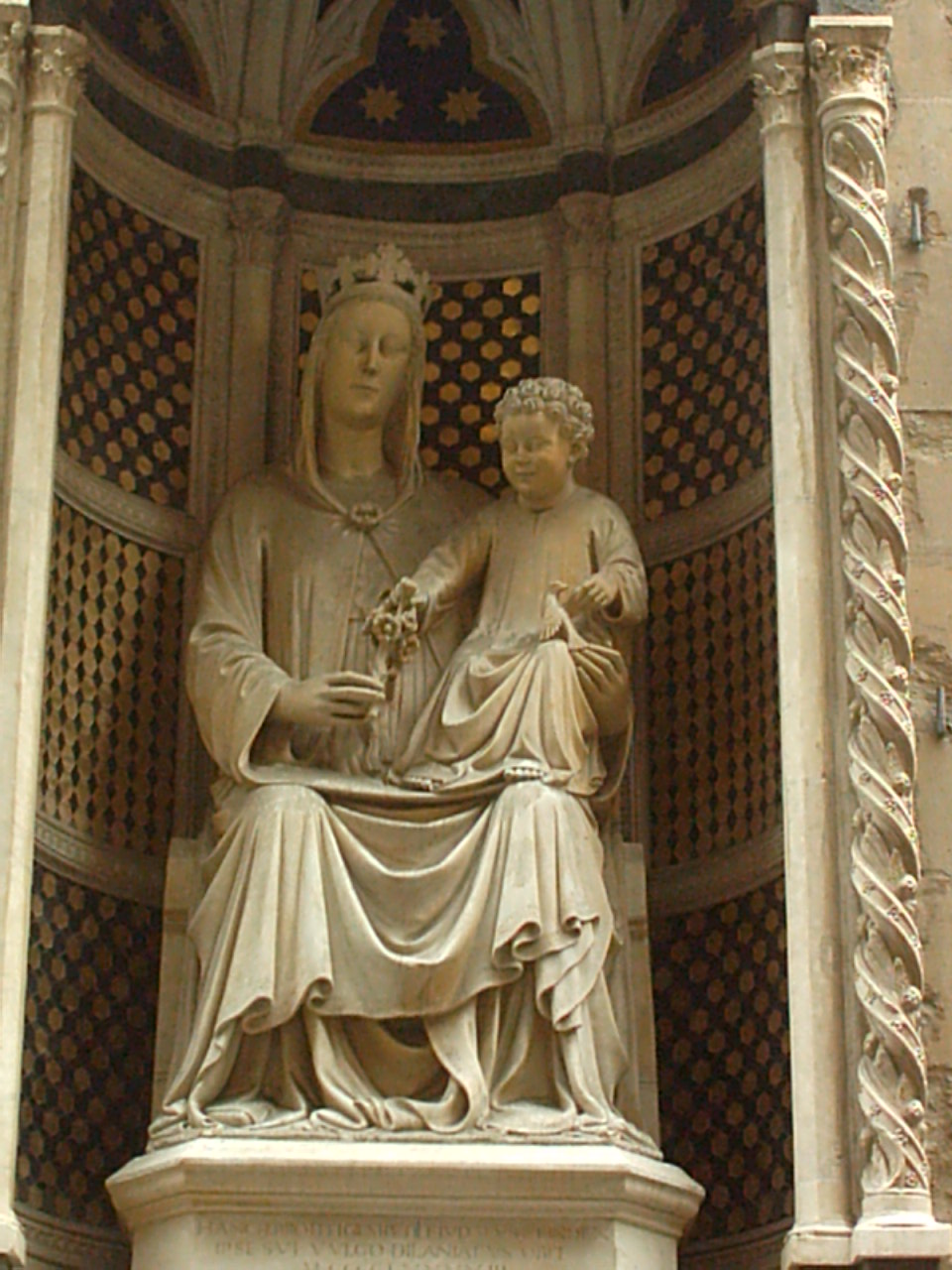
5 Madonna della Rosa
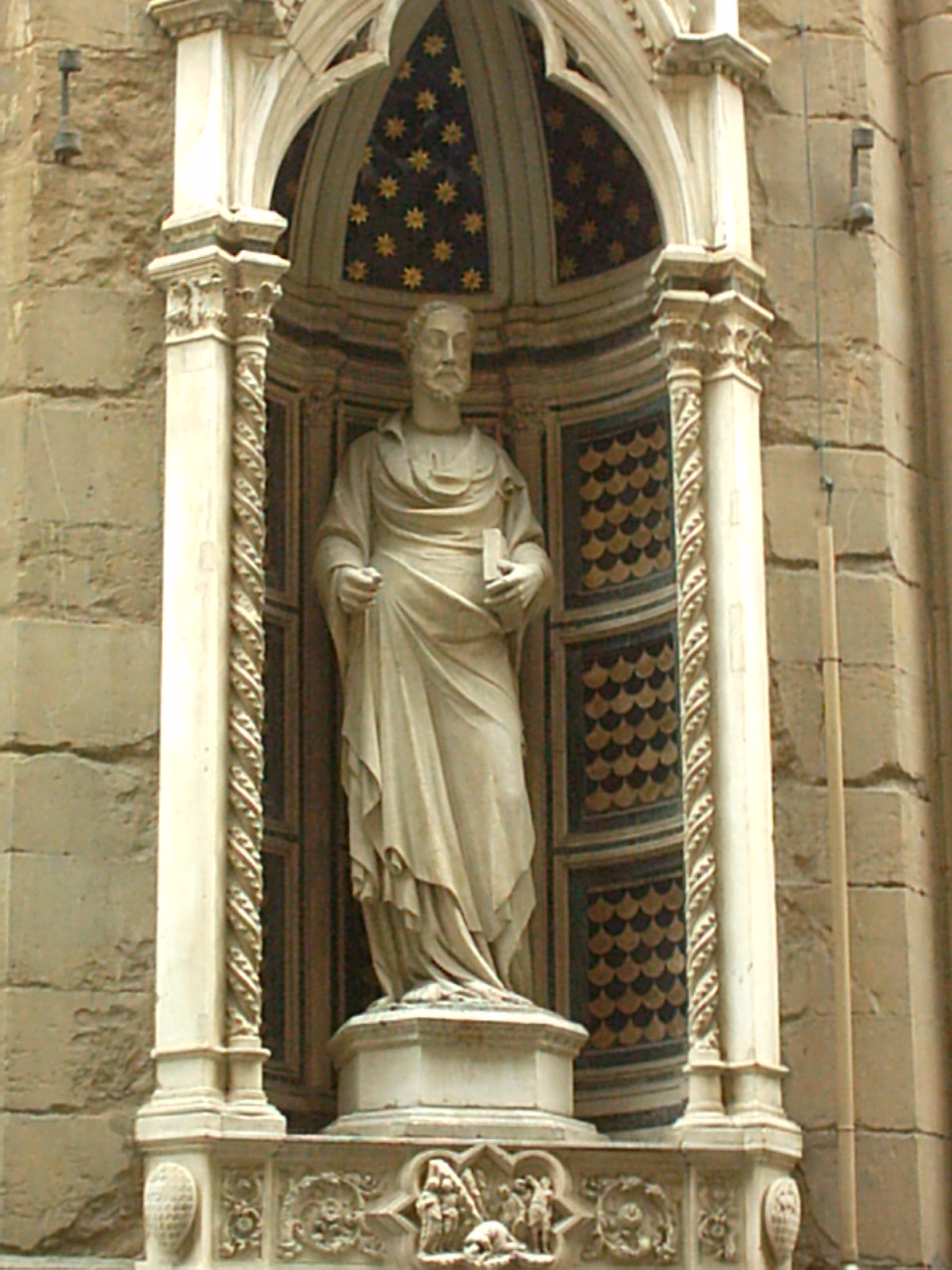
6 Sant Jaume el Major
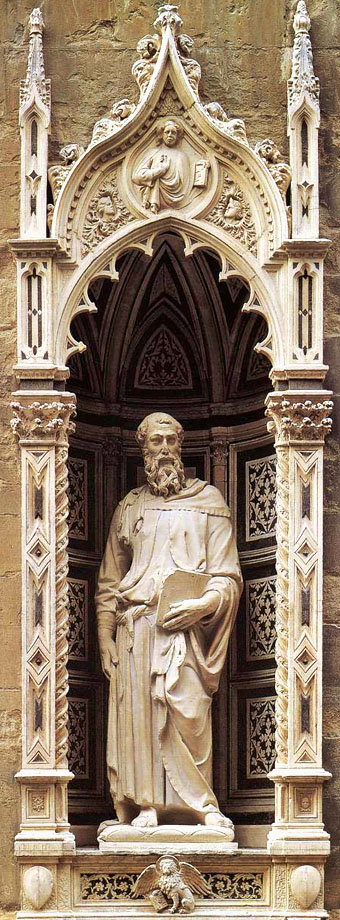
7 Sant Marc

Façana de ponent:
8 – Sant Elies, 1415. Mabre de Nanni di Banco, del gremi de serrallers.
9 – Sant Esteve, 1425-29. De Lorenzo Ghiberti, del gremi de fabricants de la llana.
10 - Sant Mateu, 1410-23. De Lorenzo Ghiberti, del gremi de canvistes.

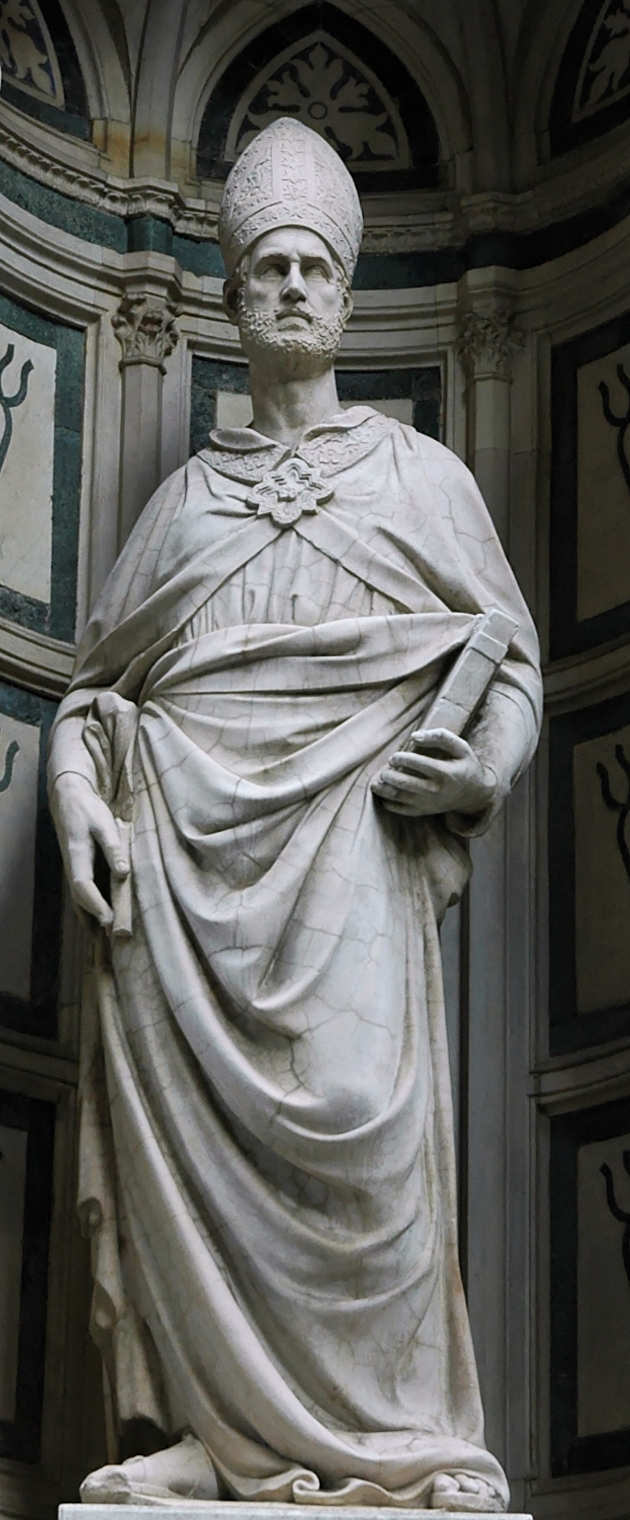
8 Sant Elies
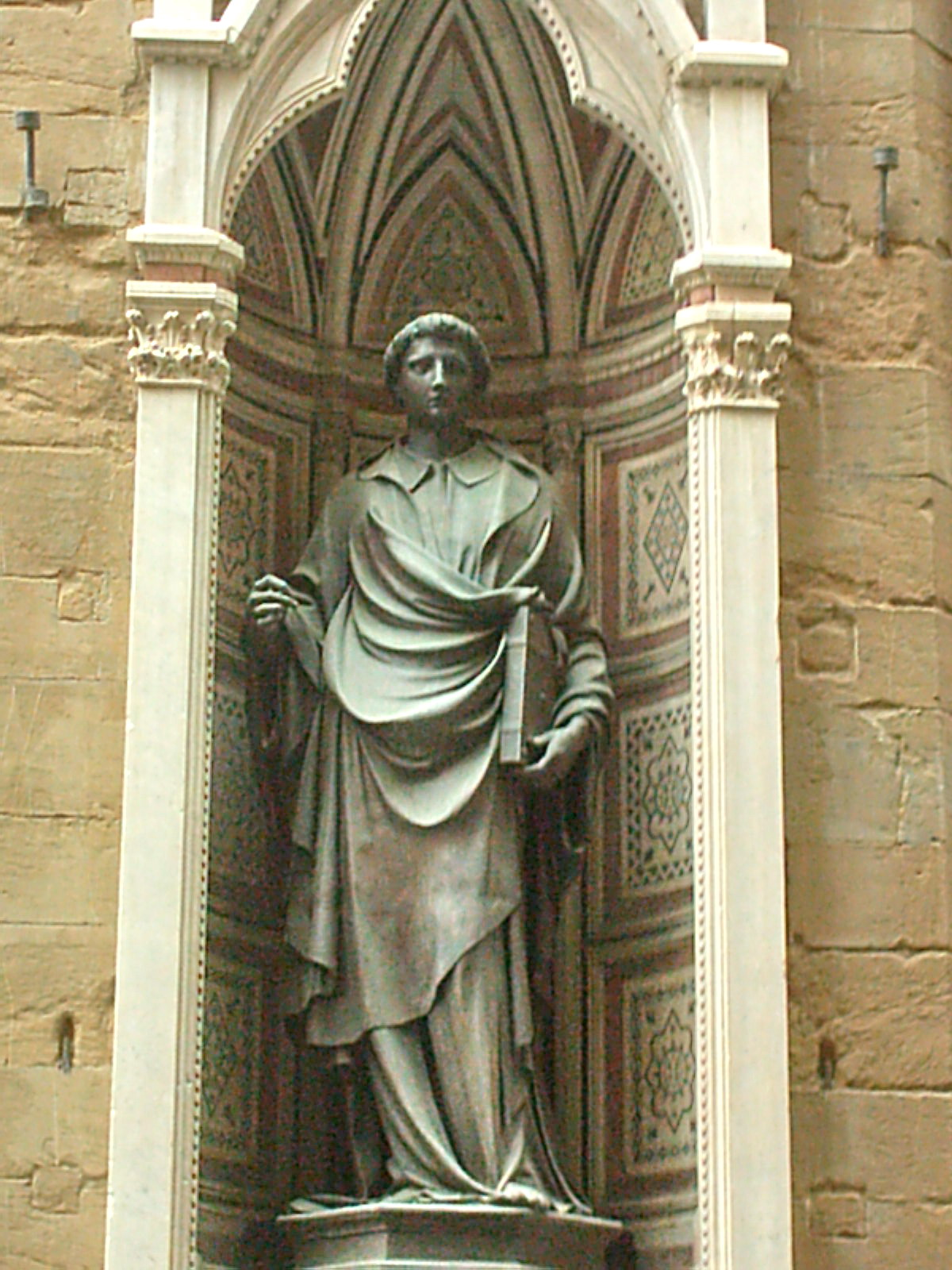
9 Sant Esteve
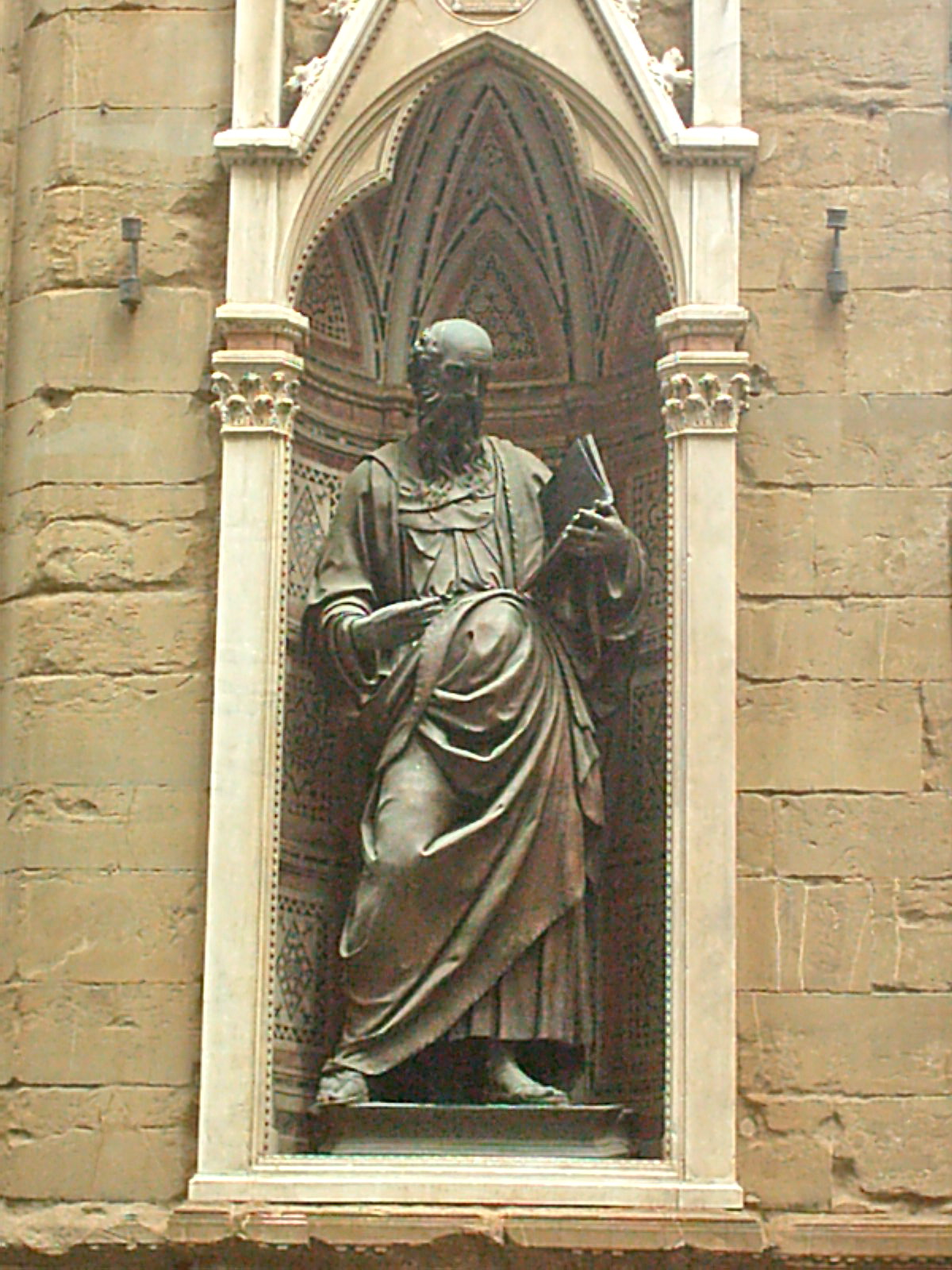
10 Sant Mateu

Façana nord:
11 – Sant Jordi, 1415-17. Marbre de Donatello, traslladat al museu de Bargello i substituït per una còpia en bronze. Del gremi de fabricants d'armadures.
12 – Els Quatre Sants Coronats, 1408. De Nanni di Banco, del gremi de picapedrers.
13 – Sant Felip, 1412-16. Nanni di Banco, dels sabaters.
14 – Sant Pere, 1415?). Obra atribuïda a Donatello o bé a Ciuffagni. Del gremi de carnissers.

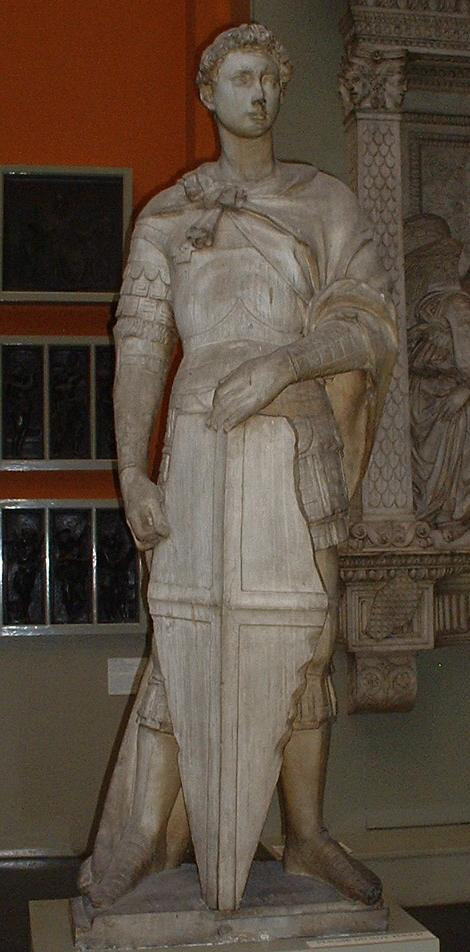
11 Sant Jordi L'original al Bargello
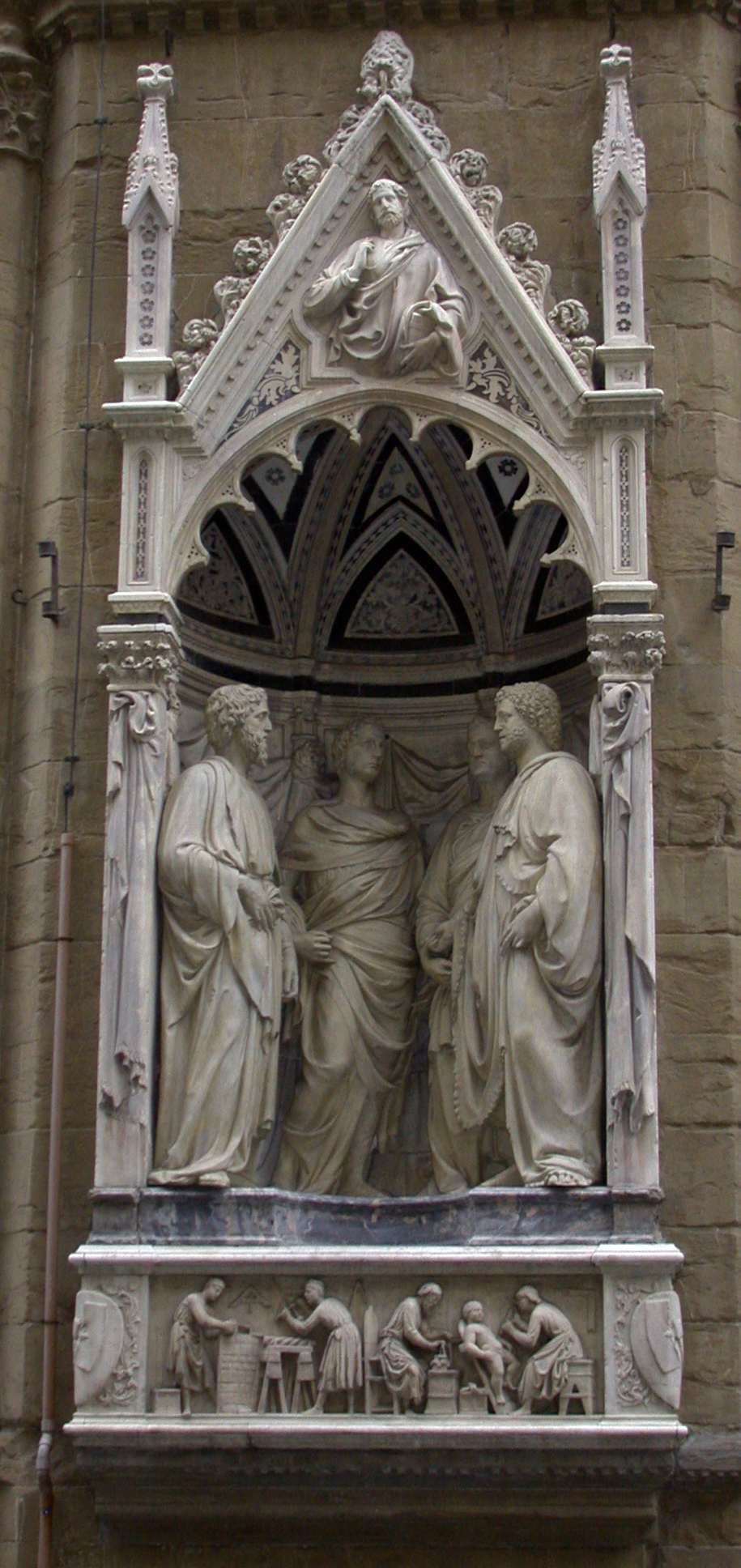
12 Els Quatre Sants Coronats
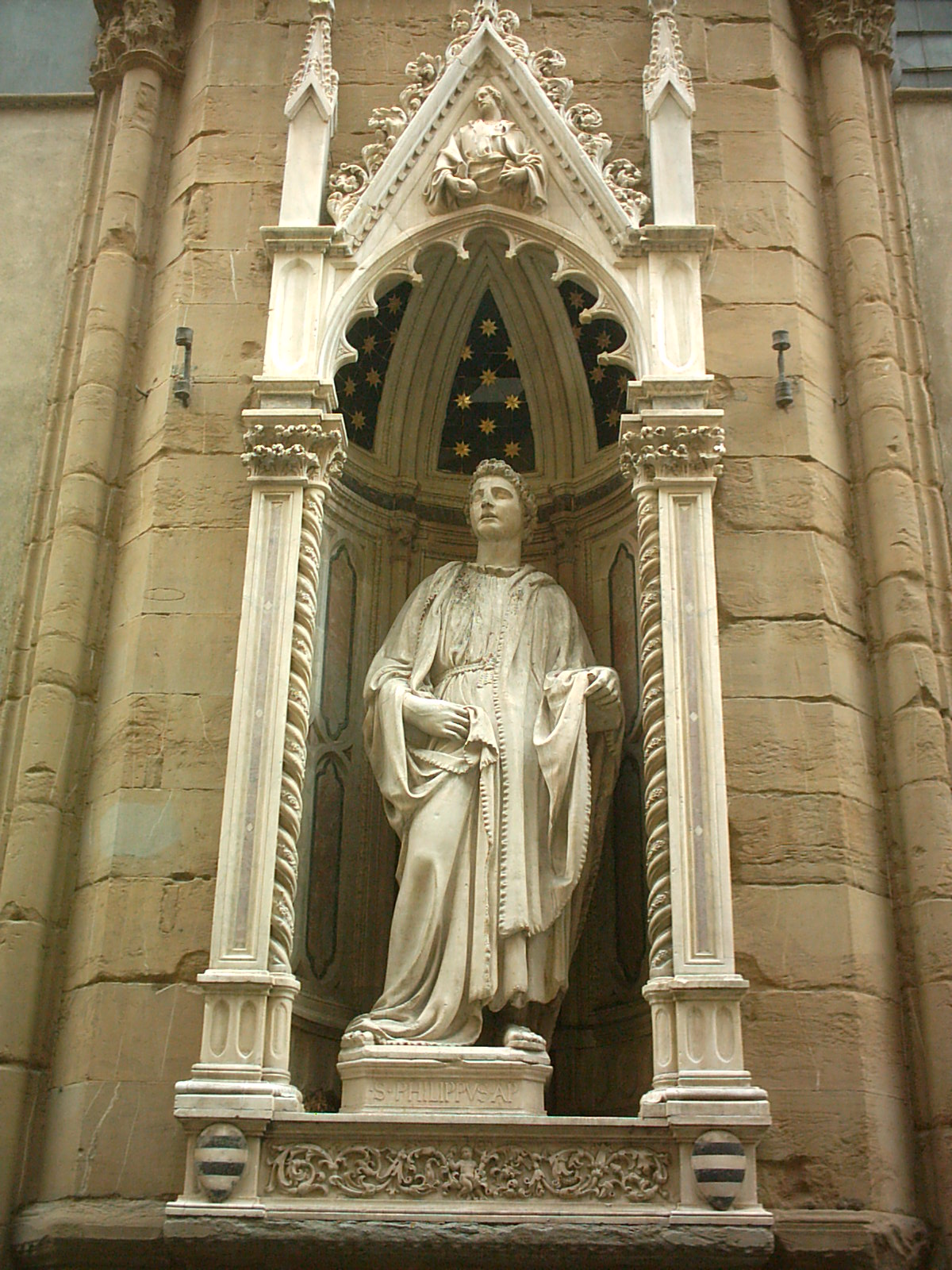
13 Sant Felip
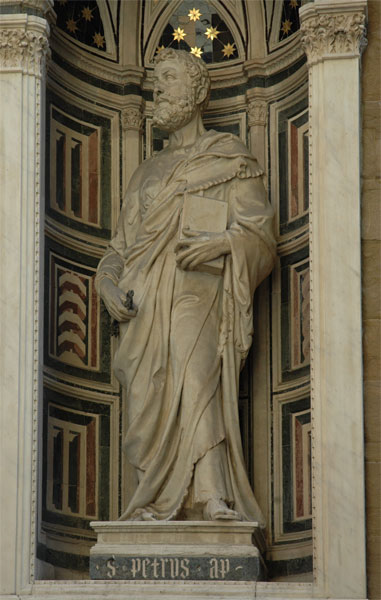
14 Sant Pere

## Interior

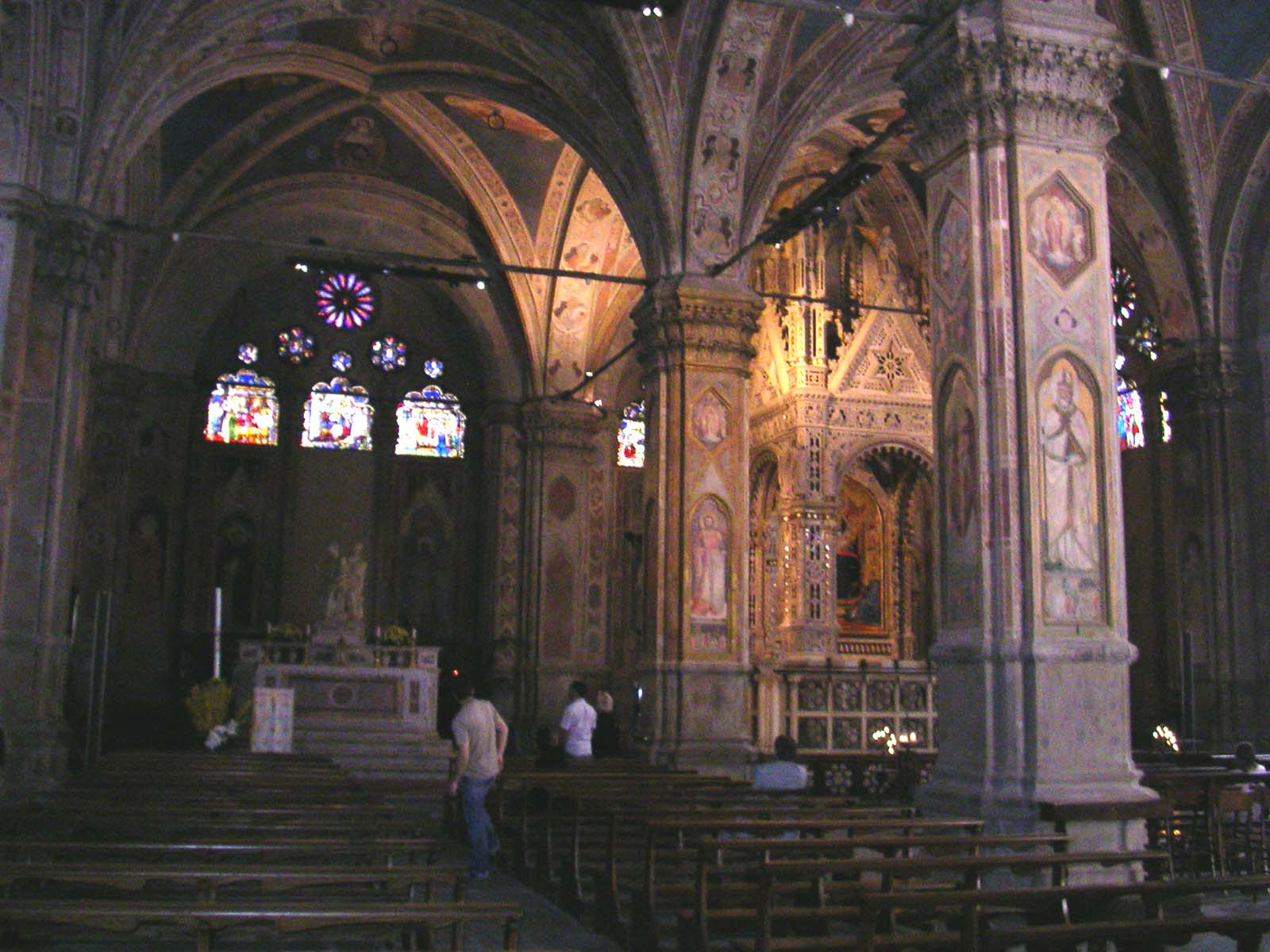
Interior

De ben segur, la peça més important del mobiliari de l'església sigui el tabernacle (1352-1359) de marbre elaborat per Andrea Orcagna amb la finalitat d'acollir una taula de Bernardo Daddi que representa la Madonna delle Grazie (1347), que va substituir l'antiga pintura al fresc que es va perdre en in incendi.

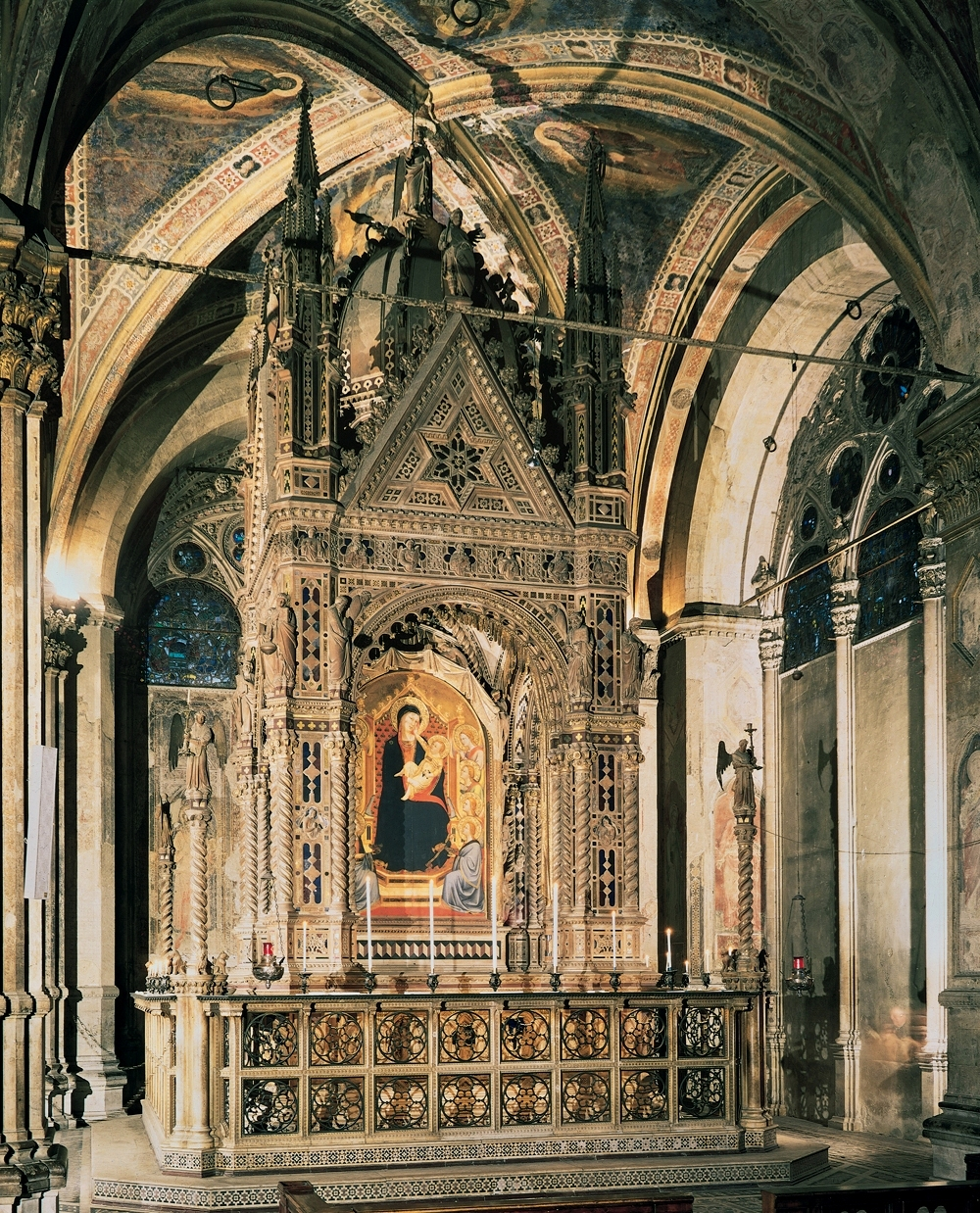
El tabernacle d'Orcagna
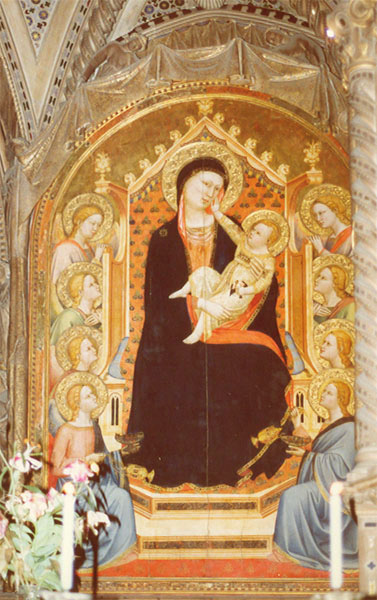
La Madonna delle Grazie, de Bernardo Daddi